# Bengt Rosenius
Bengt Rosenius, född 30 november 1918 i Stockholm, död 28 december 1979 i Täby, var en svensk officer i Flygvapnet.

## Biografi
Rosenius blev officer och fänrik i Flygvapnet 1941, kapten 1948, genomgick Flygkrigshögskolans stabskurs 1948-1949, blev major 1954, var chef för Flygstabens utbildningsavdelning 1956-1958, befordrades till överstelöjtnant 1957 och var sektionschef vid Försvarsstabens sektion III 1958-1962. Han hade 1961 en chefsbefattning inom FN:s (ONUC:s) flygstyrka i Kongo. År 1962 blev han överste och chef för Östgöta flygflottilj (F 3) och 1965 blev han chef för flygsäkerhetstjänsten. 1973 blev han generalmajor och chef för Första flygeskadern (E 1). Från den 1 juli 1977 till sin död var han krigsmaterielinspektör.
År 1966 invaldes han som ledamot av Kungliga Krigsvetenskapsakademien.

## Utmärkelser
- Riddare av Svärdsorden, 1954.[1]
- Kommendör av Svärdsorden, 6 juni 1966.[2]
- Kommendör av första klass av Svärdsorden, 6 juni 1969.[3]